# Kostoľany nad Hornádom
Kostoľany nad Hornádom jsou obec na Slovensku, v okrese Košice-okolí v Košickém kraji.
V roce 2011 zde žilo 1 191 obyvatel. V letech 1961 až 2003 byly Kostoľany součástí obce Družstevná pri Hornáde.